# Ross MacKenzie
Ross MacKenzie, född 18 juli 1946, död 20 juni 2002, var en friidrottare från Kanada. Han deltog vid olympiska sommarspelen 1968.